# 牧尾結衣
牧尾 結衣（まきお ゆい、1983年6月2日 - ）は、テレビ西日本の社員で、同局の元アナウンサー。

## 人物・経歴
福岡県北九州市小倉南区出身。同期は出口麻綾。
野球好き。西南学院大学在学中はよく授業が終わると（大学から近いヤフードームへ行って）ライトスタンドから声援を送っていたという。その縁で入社当初はスポーツ担当となった。2008年3月にスポーツ担当を離れ、出口の後任として『スーパーニュース』キャスターとなった。
2007年正月に放送された、『ジャンクSPORTS』のTNC版にあたる正月特番『ジャン九州ポーツ』では、本家の内田恭子の位置にあたる女性アシスタントを担当。
- 内容はその後本家『ジャンクSPORTS』でも取り上げられ、後日本家にも出演した。
- 愛称もウッチーを意識してか、マッキーと呼ばれているが、本人のブログなどを見る限りではそう呼ぶ人は少ないようである。

同じ福岡県出身の高山梨香が多忙となったこともあり、2007年7月に地上デジタル放送推進大使に追加起用されたが、自身も多忙となったため、2009年後輩の新垣泉子にその座を譲った。
入社時の髪形は出口がショート、牧尾がロングであったが後に逆転（出口は後に再び髪を切ったが）。これは出口が過去にブログで触れているものの、アナウンサー一覧・ブログの写真はその後も暫く当初のままであった。
東日本大震災の余波でTNCが新年度編成について放送・Web上で発表できずにいたなか、2011年3月25日の放送を最後に『スーパーニュース』を降板した。翌日、後輩・新垣泉子が出演している『DO!すぽ』に合流することが明らかにされ、3年ぶりにスポーツの現場へ復帰。同年10月に出演番組で結婚したことを明らかにし、翌年1月末から2月頭にかけて、担当していた番組を全て降板した。理由については後に、アナウンス部を離れた江坂透が最後のブログ更新で2012年2月6日付で人事異動が実施されたことを明らかにし、牧尾はその翌日になってようやくアナウンサー卒業をブログで発表した。

## 出演番組
- TNCスーパーニュースFNN ハチナビプラス（2010年度）
2008年度は「TNCスーパーニュース FNN」、2009年度は「FNNスーパーニュース ハチナビ」。
- TNCニュース（『TNCスピーク』など）
- とべとべホークス（2008年3月まで）
- 情報レシピ ニジ☆ゴジ - 「ニジ☆ゴジ中継」担当
- 女子アナあわー アナ♥てな
当初はVTR出演の形だったが、2009年6月の回（17日収録、28日放送）は新垣泉子が『マニアマニエラ』の収録と重なった関係で、代わりにスタジオ出演を果たした。高山が退職して以降は基本的に『アナ♥てな』のみ参加。
- てれビームTNC
- おっ!?テレ西
- 九州アスリートーク（通称「ジャン九州ポーツ」、正月特番）
- ウォーキングプラス+「FNS最強美人アナ 大阪・食い倒れ歩き」（フジテレビ、TNC他。2008年12月30日放送）
- DO!すぽ（2011年4月9日 - 2012年2月4日）
- ハチナビプラス ギュギュっと! 金曜MC（2011年4月8日 - 2012年1月27日）

その他、ぐっチョイ（インフォマーシャル）を田久保尚英や江坂透らと共に担当していた。